# Protea welwitschii
Protea welwitschii (лат.) — кустарник или небольшое дерево, вид рода Протея (Protea) семейства Протейные (Proteaceae), произрастающий в бушвелде в различных типах травянистых сообществ.

## Таксономия
Protea welwitschii был впервые собран в Анголе Фридрихом Вельвичем за много лет до того, как растение было впервые описано как новый вид, на основе нескольких экземпляров, собранных в провинции Уила в конце 1858 — начале 1859 года.
Protea welwitschii был впервые описан Адольфом Энглером с использованием гербарных образцов, которые Вельвич собрал на плато Уила для определения нового вида в журнале «Доклады Королевской академии наук в Берлине». Это том за 1891 год, который на самом деле был опубликован в следующем 1892 году. Энглер представил новый таксон 11 июня 1891 года в чтении перед Прусской академии наук в Берлине в докладе Über die Hochgebirgsflora des tropischen Afrika под тем же названием, что и в журнале, и, кроме этого, он опубликовал это название, также в 1892 году, в более общей статье, суммирующей его работу по африканской горной флоре, в журнале Botanisches Zentralblatt, озаглавленной так же, как доклад и статья в Прусской академии наук, но без формального описание вида в данной работе.
Видовое название — в честь первооткрывателя этого растения Фридриха Вельвича.

## Ботаническое описание

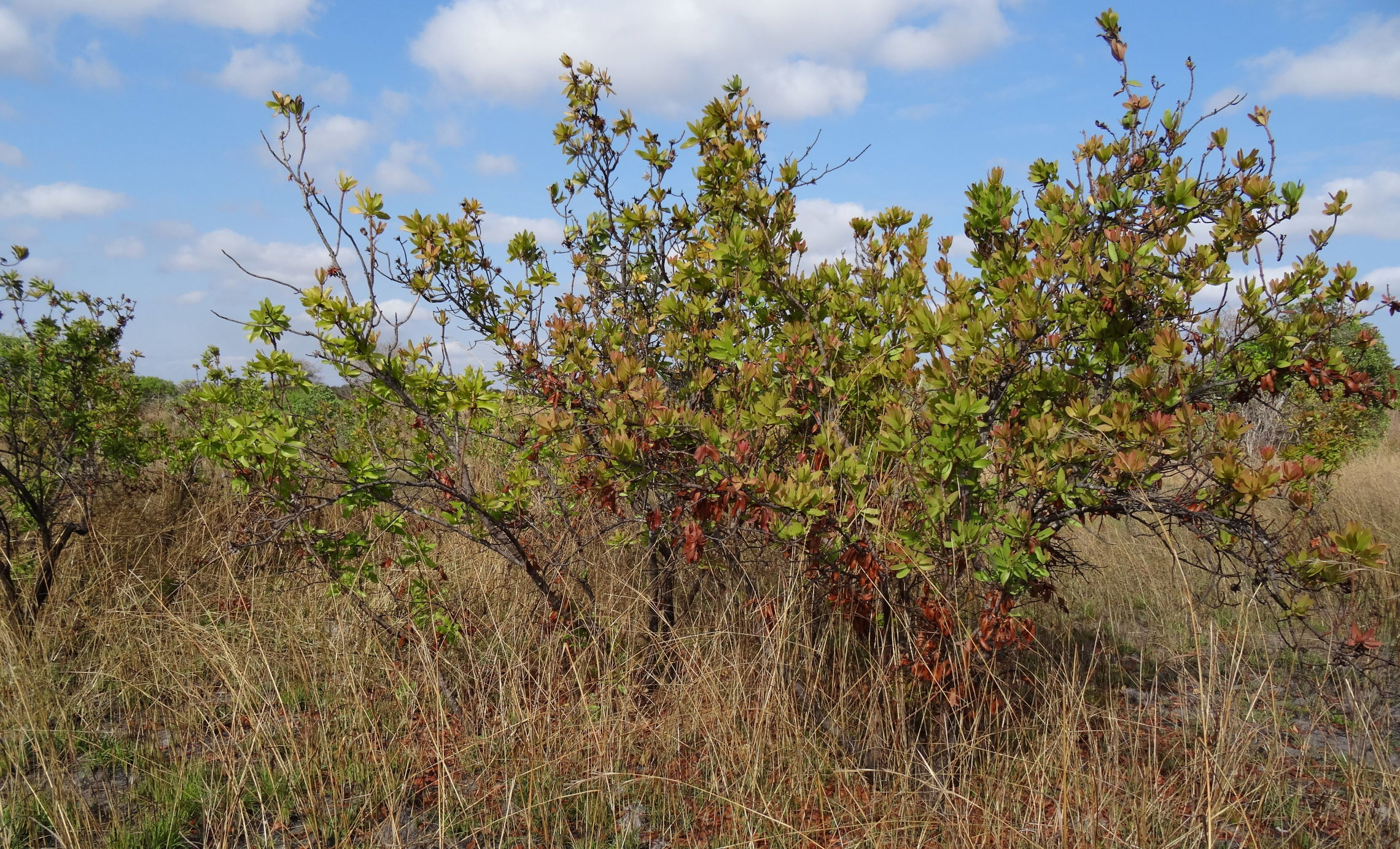
Общий вид

Protea welwitschii — раскидистый многоствольный кустарник или небольшое корявое кустистое дерево. В тропиках Восточной Африки и Замбии куст вырастает до 1-3 м, в исключительных случаях — до 5 м в высоту. На плато Уила в Анголе в 1850-х годах Вельвич измерил высоту растения как 3,7-6,1 м. Растения, произрастающие во влажных местностях дамбо в Замбии, могут расти как полукустарник, вырастая как ряд прямых, неразветвлённых, однолетних или недолговечных стеблей высотой 1 м от уровня земли. В форме куста вид может иметь подземный ствол или корневище, из которого вырастают ветви. Ствол вырастает до 30 см в диаметре у основания. Он узловатый и покрыт коричнево-чёрной корой с неравномерными трещинами. Молодые стебли покрыты коричневым войлочным опушением.
Листья от эллиптических до продолговатых, голубовато-зелёного цвета и размером до 12 на 9,5 см. Молодые листья густо покрыты бархатистыми белыми или коричневыми волосками, которые обычно становятся безволосыми по мере созревания, за исключением основания.
Цветочные головки располагаются на концах ветвей и обычно группируются в группы по две, или три или четыре, и достигают 6 см в диаметре. Прицветники, окружающие соцветие, имеют цвет от белого до бледно-кремового, согласно одним источникам, или от бледно-желтоватого до коричневого, согласно другому, и покрыты шелковистыми волосками. Прицветники также могут быть розовыми, хотя это случается редко. Внутренние прицветники имеют продолговатую форму и имеют размер 5 на 1,5 см. Настоящие цветки густо опушённые кремово-белого цвета и с возрастом становятся ржаво-коричневыми. Растение однодомное, в каждом цветке представлены представители обоих полов.
Плод — густо опушённый орех. Семена высвобождаются через девять-двенадцать месяцев после цветения и разносятся ветром, после чего просто лежат на земле до подходящего времени для прорастания.

### Внутривидовая изменчивость
Это изменчивый вид с точки зрения морфологии. В 1963 году Джон Стэнли Берд выделил семь различных подвидов, номинальный, четыре из которых ранее считались независимыми видами, но теперь отнесены к P. welwitschii, а два — новым для науки. Эти подвиды не распознаются большинством исследователей. Молодые растения часто имеют характеристики, отличные от более старых, более зрелых растений, что заметно по опушению их листьев.

### Близкие виды
Protea welwitschii похож на P. gaguedi, но его можно отличить по более крупным одиночным соцветиям и полностью гладким зрелым листьям.
По словам Хайда и др., P. welwitschii легко отличить от других видов Protea в южной тропической Африке по его бархатистым молодым листьям.

## Распространение и местообитание
Вид широко распространён в юго-восточной трети Африки к югу от Сахары за исключением Сахеля в Западной Африке. В ареал вида входят Руанда, Бурунди,, Уганда, Танзания, Демократическая Республика Конго, Замбия, Ангола, Зимбабве, Малави, Мозамбик, Лесото и Южная Африка.
В Замбии он был зарегистрирован в провинциях Западная, Коппербелт, Центральная, Луапула, Северная, Мучинга и Лусака.
Вельвич смог найти этот вид на плато Уила только за восемь лет сбора ботанических образцов в Анголе.
В Мозамбике встречается в провинциях Маника, Ньяса, Софала и Замбезия. На склонах ниже горы Домбе в горах Чиманимани вид широко распространён на крутых лугах выше миомбо.
В Южной Африке он встречается в высокогорьях на востоке и северо-востоке страны, и его можно найти в Гаутенге, Квазулу-Натал, Лимпопо, Мпумаланга и Северо-Западная провинция.

## Экология
Встречается в различных средах обитания, таких как бушвелд, тернвелд, сурвелд, лесистые склоны, скалистые склоны, миомбо и вересковые финбо. В Восточной Африке вид обычно встречается на горных лугах на высоте от 1800 до 2900 м над уровнем моря. В центральной и юго-восточной тропической Африке P. welwitschii может также встречаться в других типах растительности, таких как низкорослые дамбо или другие влажные травянистые места на высоте до 1220 м, а также иногда на лесных и каменистых лугах или обычных лугах на высоте 1500 м до 2400 м над уровнем моря. В Южной Африке это было зарегистрировано как встречающееся на высоте от 300 до 2000 м; хотя это в основном встречается в различных типах горных бушвелдов и лугопастбищных угодий, в некоторых восточных районах оно встречается на лугах недалеко от побережье. Зарегистрирован на высоте от 1390 до 1500 м в Мозамбике.
Часто встречается в каменистых местах. Растёт на крутых склонах. Было обнаружено, что Protea welwitschii растёт на почвах из кварцитового песчаника в Мозамбике. В Южной Африке он был зарегистрирован на почвах из доломита, песчаника, сланца или андезита, а также на песчаных почвах. В Замбии он может переносить уровни меди и никеля в почве, которые токсичны для большинства деревьев и кустарников.
Цветёт с лета до осени. В южной части Африки с декабря по май, с пиком в Замбии с февраля по март, и в Южной Африке в основном с января по февраль. Опыляется жуками и птицами.
Взрослое растение способно пережить периодические лесные пожары, снова прорастая из подземного стебля.

## Охранный статус
Вид был впервые добавлен как P. welwitschii welwitschii в Красный список южноафриканских растений как «вызывающий наименьшие опасения» Южноафриканским национальным институтом биоразнообразия в 1996 году, в 2009 году этот же таксон был оценён как «вызывающий наименьшие опасения». Согласно оценке 2019 года, общая численность популяции этого вида стабильна.